# هوگو شار
هوگو شار (انگلیسی: Hugo Schär؛ زادهٔ ۲۷ ژوئیهٔ ۱۹۴۸) دوچرخه‌سوار اهل سوئیس است.